# Drie Goddelijke Deugden (streek)
De Drie Goddelijke Deugden is een streek en verzamelnaam voor de in de Kempen gelegen Antwerpse plaatsen Poppel, Ravels en Weelde. De drie plaatsen vormen sinds 1977 de fusiegemeente Ravels. De streek is op het zuiden na omringt door de grens met Nederland.

## Etymologie
De naam is een religieuze toespeling op de Drie Goddelijke Deugden welke bestaan uit geloof, hoop en liefde.
Het is niet exact duidelijk hoe en wanneer de verzamelnaam is ontstaan. De naam Drie Goddelijke Deugden was van oorsprong een spotnaam en wordt om die reden veelal vergeleken met de aangrenzende Acht Zaligheden streek en soms ook met de Zeven Heerlijkheden. Deze Acht Zaligheden zijn ontstaan ten tijde van de Belgische Opstand door toedoen van de, voornamelijk protestantse, Nederlandse militairen afkomstig van boven de grote rivieren en omwille van de zanderige bodem die veel armoede veroorzaakte in de Kempen. Ook de Goddelijke Deugden hadden een reputatie omtrent haar armoedige zandgronden waar nog altijd een levendige legende over een mol of een pier bestaat. Volgens het volksverhaal werd aangenomen dat er nog geen pier of mol in deze armoedige zandgrond zou kunnen overleven.

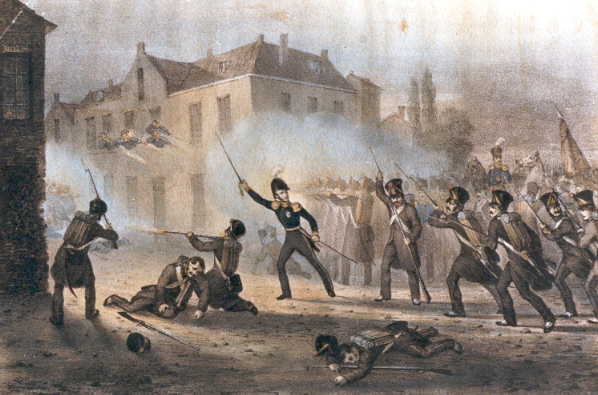
De prins van Oranje voert het 2e Bataljon der 18e Afdeling (2e divisie) aan in de Slag bij Ravels, onderdeel van de Tiendaagse Veldtocht, op 3 augustus 1831. De eerste gevechten vonden plaats bij de grens ter hoogte van Nieuwkerk.

Vergelijkbare benamingen komen sinds de 19e eeuw meerdere malen voor binnen de Nederlanden, voornamelijk ten zuiden van de grote rivieren. Daarom wordt vaak uitgegaan van een katholiek gebruik. Opmerkelijk is dat het gaat om Bijbelse benamingen, veelal bestaande uit catechismussen, voor groepjes arme dorpen en armoedige woningen die bij elkaar in de buurt lagen. Verder komen namen voor als de Twaalf Apostelen, de Tien Geboden, de Tien Deugden, de Zeven werken van barmhartigheid, de Vijf Geboden, de Vier Uitersten en de Drie Koningen. Ook de term Acht Zaligheden komt meerdere keren voor.